# アジャンター石窟群
アジャンター石窟群（アジャンターせっくつぐん、अजंता）は、インドのマハーラーシュトラ州北部、ワゴーラー川湾曲部を囲む断崖を550mにわたって断続的にくりぬいて築かれた大小30の石窟で構成される古代の仏教石窟寺院群のことである。

## 発見の経緯
アジャンター石窟寺院は、1819年4月、ハイダラーバード藩王国(ウスマーン・アリー・ハーン) の藩王に招かれて狩猟に参加していたイギリス人士官ジョン・スミスが虎狩りをしていたときに、巨大な虎に襲われてワゴーラー渓谷に逃げ込んだ際、断崖に細かな装飾が施された馬蹄形の窓のようなものを見つけたことが発見の契機となった。彼がアジャンターの石窟寺院を発見したとき、すっかり放棄されてコウモリのすみかになっていた。のちの第10石窟に自分の名前を記した。

## 開窟年代と石窟の種類

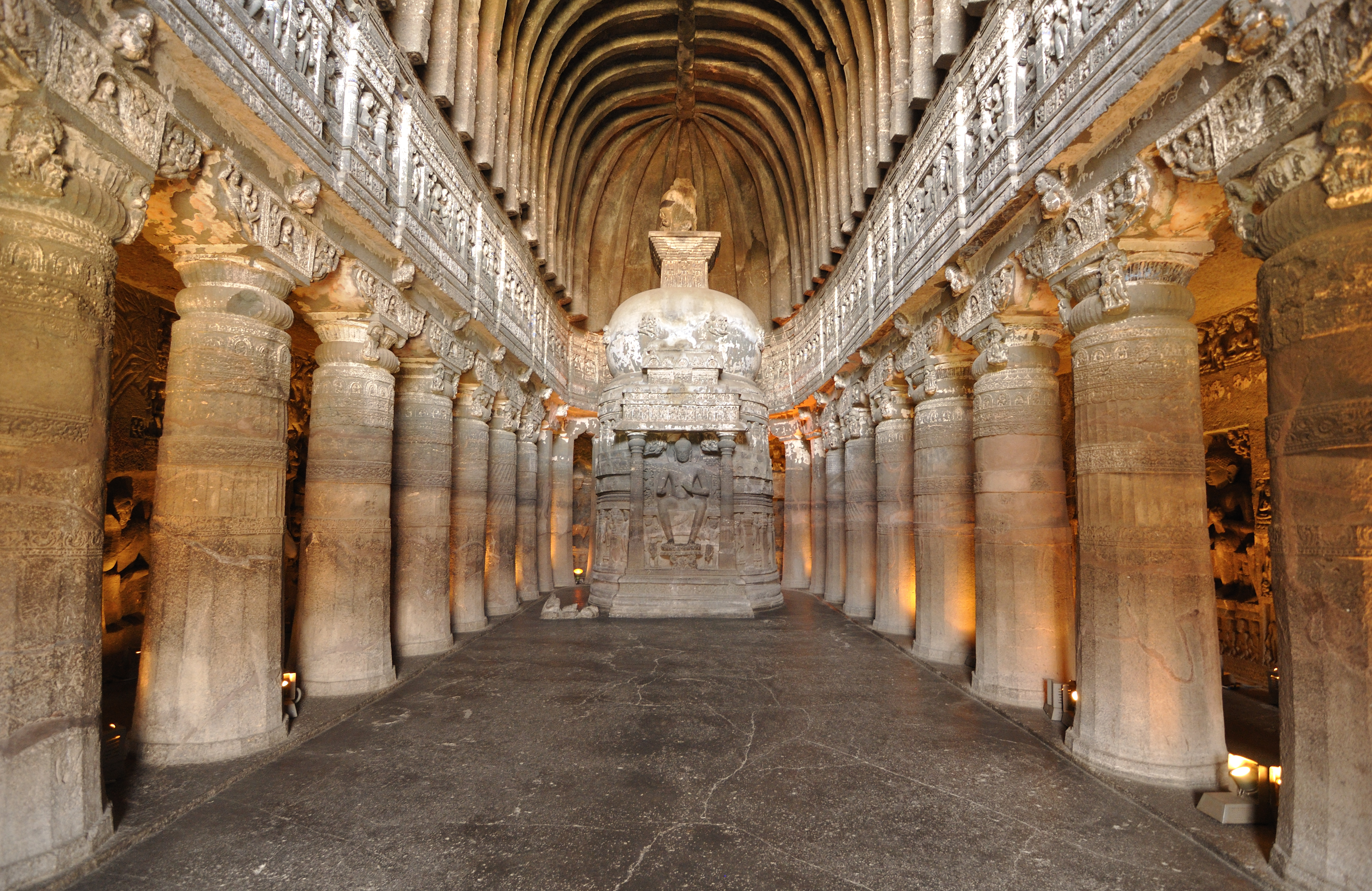
アジャンター第26窟内部 Chaitya Griha

仏教窟であるこの石窟の種類は2種類あって、平地に木造か煉瓦造で建てられていた精舎（ヴィハーラ）を石窟におきかえたヴィハーラ窟とブッダを象徴する「聖なるもの」（チャイティヤ）として仏塔などが据えられたチャイティヤ窟がある。アジャンターでは、9，10，19，26，29窟の5つがチャイティヤ窟で残りはすべてヴィハーラ窟である。平地では中庭を囲むように僧室をつくるが、ヴィハーラ窟では、一面を採光のために外部に開き、中庭を列柱で囲むようにして僧室との間に回廊をつくる。一方チャイティヤ窟は、2層分の高さに天井を高くして、天井は断面半円形をなし、平面プランは細長い馬蹄形で奥の半円形部分に仏塔を配置する。共通する特徴は、元来木造である僧院とチャイティヤ堂を模倣することにこだわり、柱や梁や垂木を彫り込んでいる。
また開窟年代は、前期（第1期）と後期（第2期）に区分される。前期は紀元前1世紀から紀元後2世紀のサータヴァーハナ朝時代に築かれている。ヴィハーラ窟としては第12窟、第13窟、第15A窟で、チャイティヤ窟では第9窟、第10窟で、おそらく比丘たちの生活、修行の空間であったためにいずれも装飾が少なく小型で簡素な造りであったと考えられる。
後期である5世紀後半から6世紀頃になると、ヴィハーラ窟は、奥壁中央に仏殿が設けられ、本尊として説法印を結んだ仏陀座像が安置され仏殿としての性格が強くなる。つまり寄進者は、聖なる存在としての仏陀に永久に残る住居である窟院をささげることに功徳を見いだすという目的で石窟を築いたと考えられる。
後期の年代であるが第16窟、第17窟は、ヴァーカータカ朝のハリシュナ王（位462-481）の治世に寄進されたこと、アシュマカ族を制圧したことが銘文から読みとれる。またより新しい時期と思われる第26窟では、アシュマカの大臣をたたえる銘文が見られ、ヴァーカータカ朝の支配が揺らいだことを示唆していると思われる。6世紀半ばと考えられるアウランガーバードの石窟寺院に見られる特徴がアジャンターで見られないことを考えるとアジャンターの年代は6世紀半ばくらいまでに築かれて一部開窟途中のまま放棄されたと考えられる。

## 石窟の彫刻及び壁画

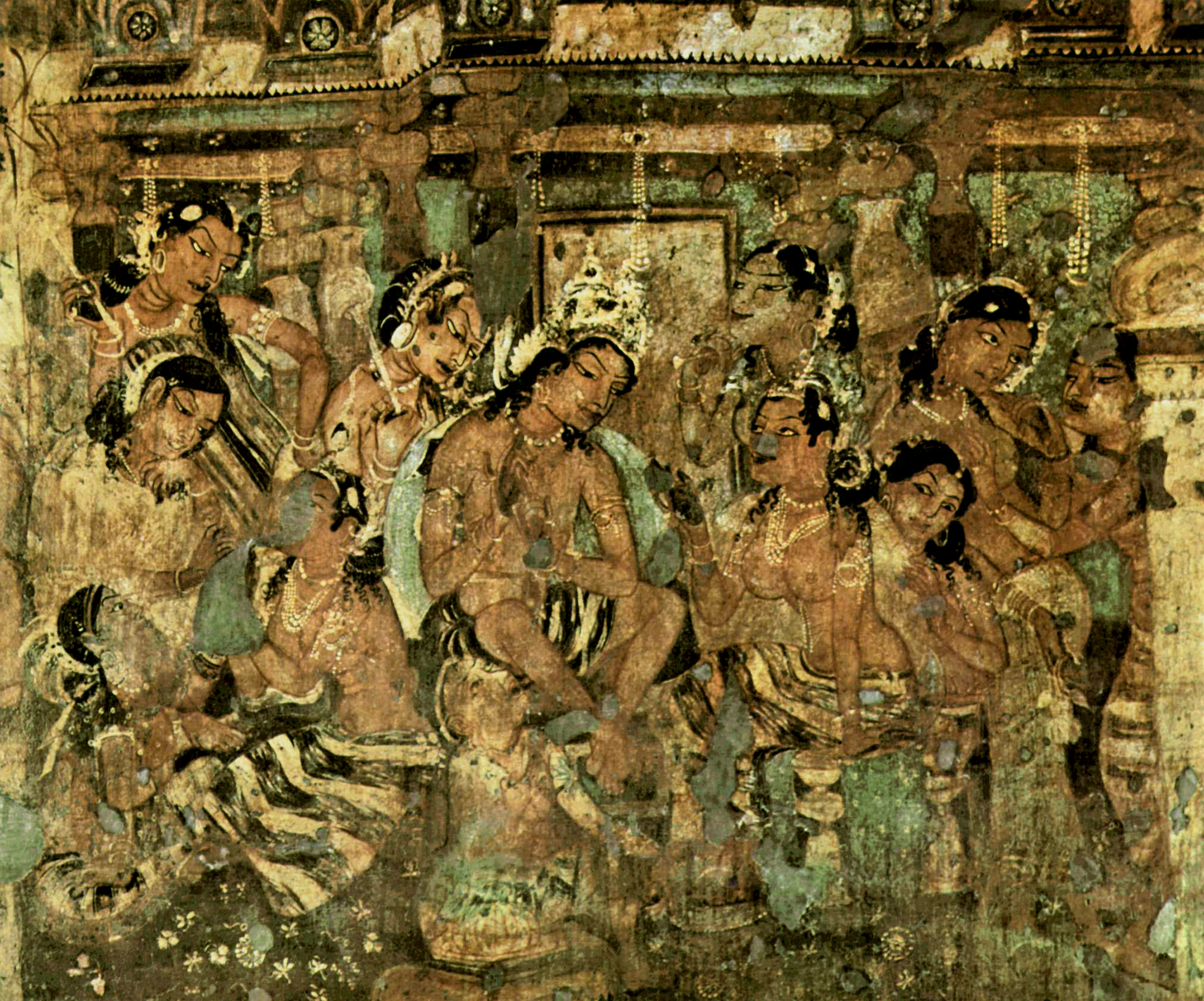
アジャンター石窟で描かれた釈迦の前世（マハージャナカ・ジャータカ）。上座部仏教では、釈迦は輪廻転生の中で悟りを得て自力で解脱し涅槃に入ったと解釈する。大乗仏教のように釈迦より上位の仏を想定し、釈迦は法身仏に遣わされた存在であるという解釈や、法身仏の化身であるという解釈はとらない。

アジャンター石窟寺院の美術的価値は石窟の彫刻及び壁画にあると言える。第1，2，16，17窟は、入口柱や天井にミトゥナ像や飛天、蓮華や鳥獣の画像が描かれたりレリーフとして刻まれたりしている。またこれらの代表的なヴィハーラ窟の壁面には本生譚（ジャータカ）などの説話図が描かれた。これらは、悟りを開いたものとしてのブッダが送った模範的生涯を表現する絵解きによって、よりいっそうの信仰心をもつよう巡礼に来た人々を教育する目的ももっていた。
第1窟には、回廊左手にマハージャナカ・ジャータカが描かれている。これは、ブッダの前生（ぜんじょう）の姿であるマハーシャーナカ王子が世俗の快楽を捨て去る決心をして、妃シヴァリーが踊り子たちとともに出家を思いとどまらせようとするが、引き止めきれず、王子はゾウの背に乗って王宮を去り、残された妃は深く絶望し、奴隷たちに囲まれて快楽にうずもれてゆくという場面である。第1窟の天井には、想像上の動物や人間の姿が描かれている。猿の悪ふざけにうんざりした水牛が猿をころそうとするが、贈り物をさしだして水牛を説得する人間の姿などが描かれている。また有名な「蓮華を持つ菩薩像」が後廊の仏殿入り口付近に描かれている。第17窟には、裕福な商人の息子であるシンハラの物語が描かれている。シンハラは、父の忠告を聞かずに出航するが船が難破し、遭難してしまう。ようやくスリランカの浜辺にたどりつくものの、鬼女たちに襲われ、天を飛ぶことのできる白馬に助けられ、帰国を果たすことができる。シンハラは心を入れ替えて魔物たちを退治するという話である。これらの説話図の描写は、説話の舞台ごとに王宮、山中などにまとめられ、構図も楕円形に人物を配置する独特の遠近法で描かれている。前述したように寄進者はヴァーカータカ朝の君主であるが美術的には典型的なグプタ様式と言える。
大乗仏教は時代が下ってから成立したと見られるが、大乗仏教で説かれる大日如来・阿弥陀如来・薬師如来などの仏はアジャンター石窟群では描かれていない。（阿弥陀如来に関してはマトゥラー博物館所蔵の阿弥陀如来の台座以外、インドで古代に作成された阿弥陀如来像は一切発見されていない。）

## 登録基準
この世界遺産は世界遺産登録基準のうち、以下の条件を満たし、登録された（以下の基準は世界遺産センター公表の登録基準からの翻訳、引用である）。
- (1) 人類の創造的才能を表現する傑作。
- (2) ある期間を通じてまたはある文化圏において、建築、技術、記念碑的芸術、都市計画、景観デザインの発展に関し、人類の価値の重要な交流を示すもの。
- (3) 現存するまたは消滅した文化的伝統または文明の、唯一のまたは少なくとも稀な証拠。
- (6) 顕著で普遍的な意義を有する出来事、現存する伝統、思想、信仰または芸術的、文学的作品と直接にまたは明白に関連するもの（この基準は他の基準と組み合わせて用いるのが望ましいと世界遺産委員会は考えている）。

## ギャラリー

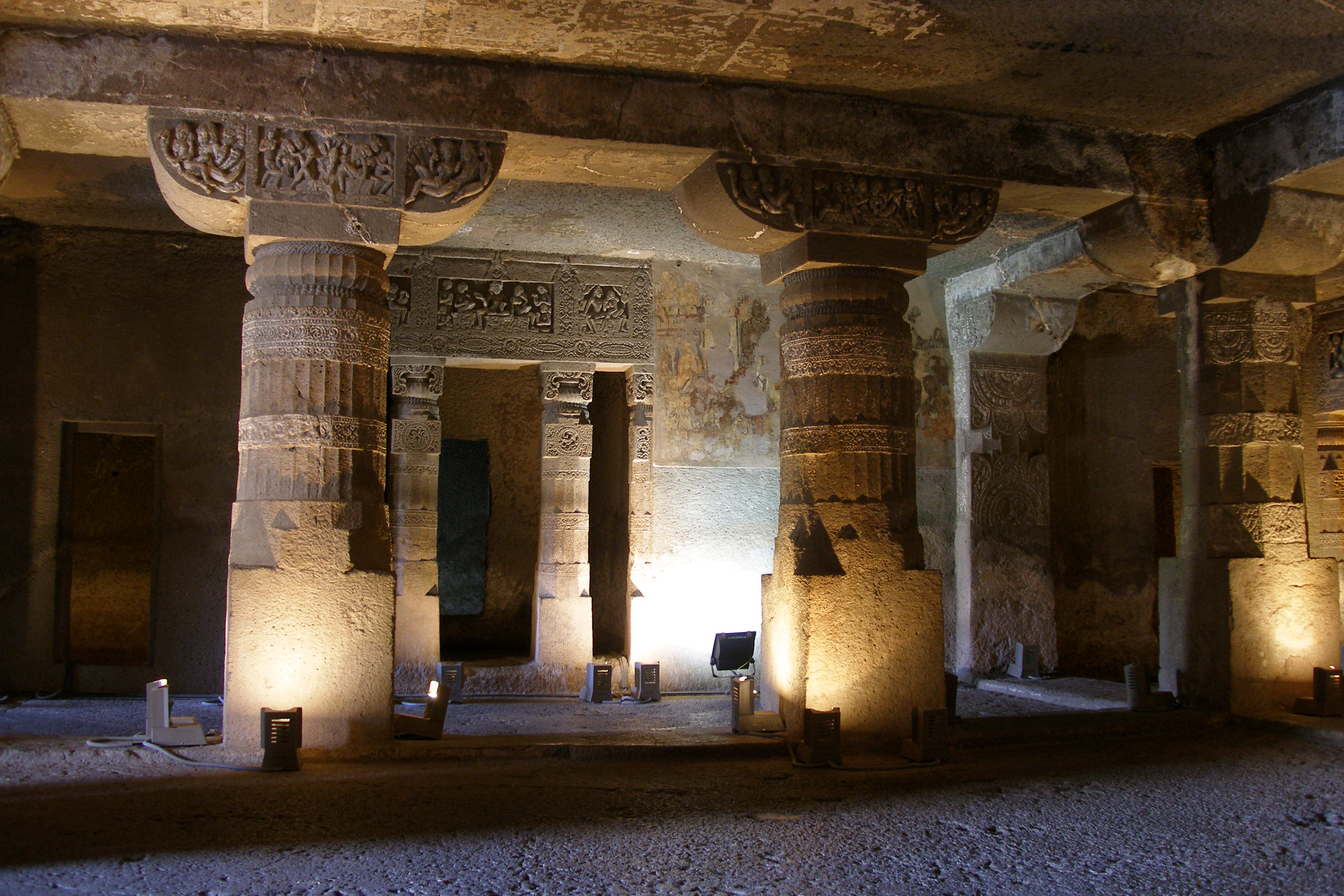
アジャンター第1窟の内部
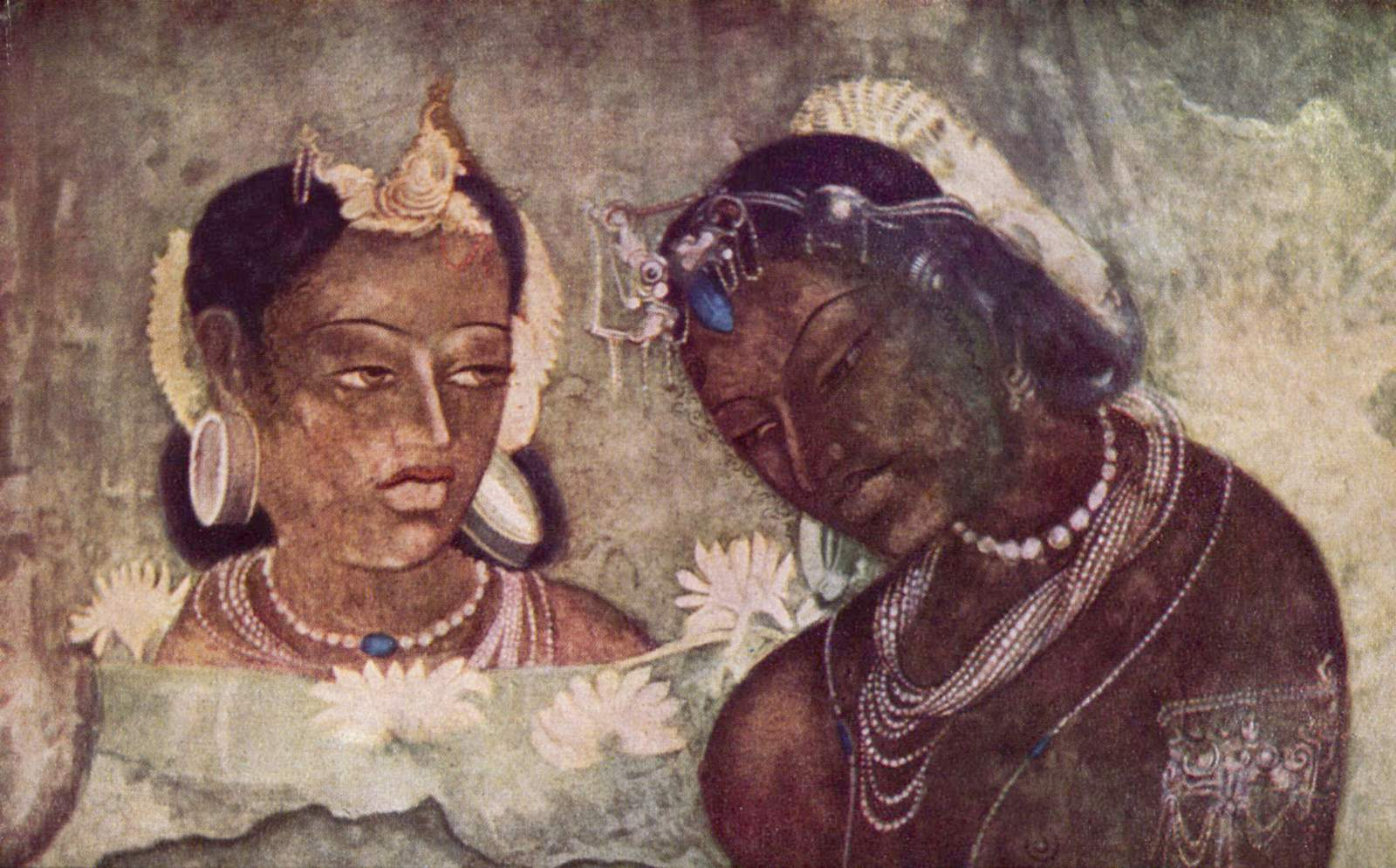
アジャンター石窟の壁画。第17窟か？
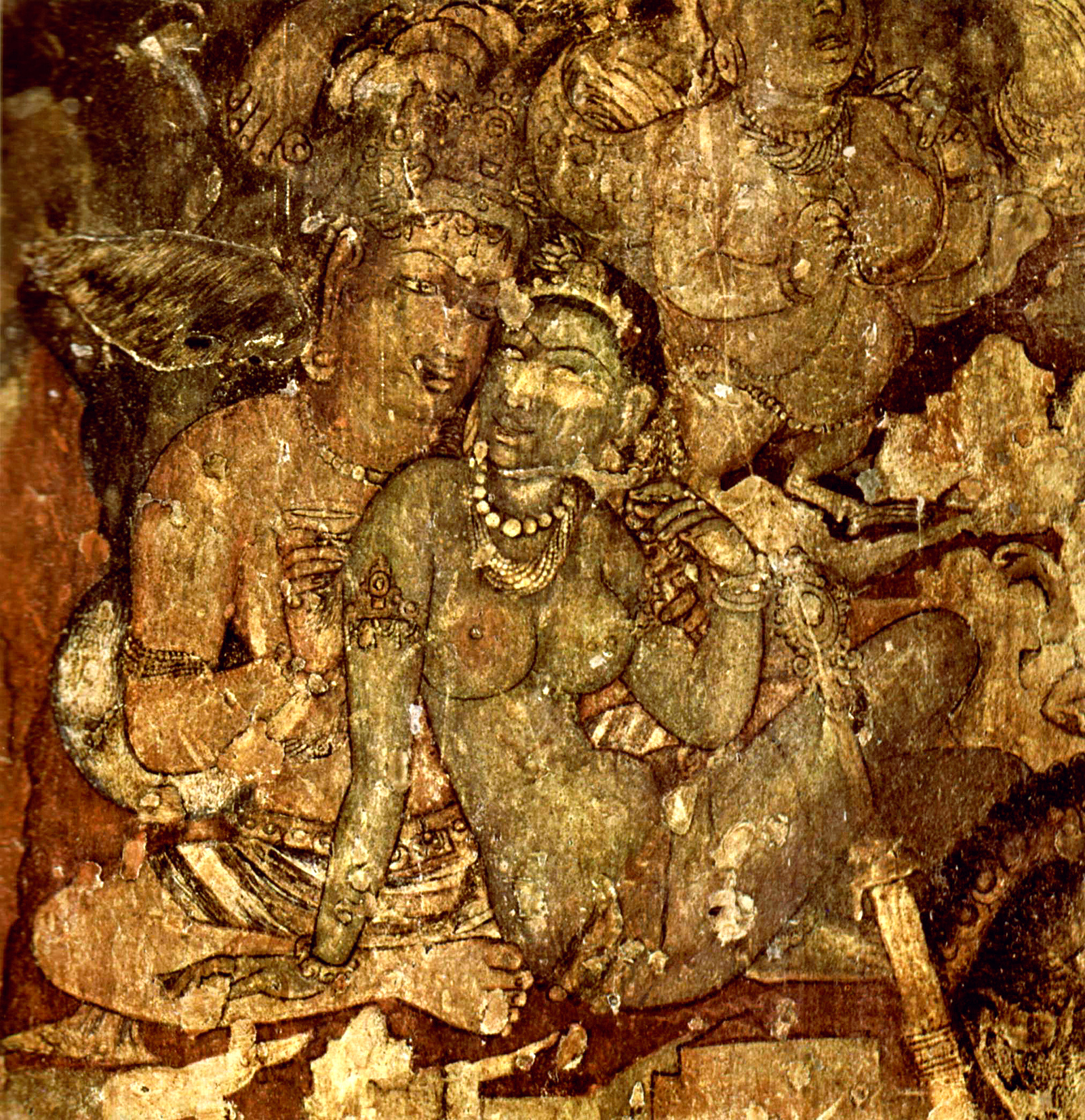
アジャンター石窟の壁画。第17窟か？
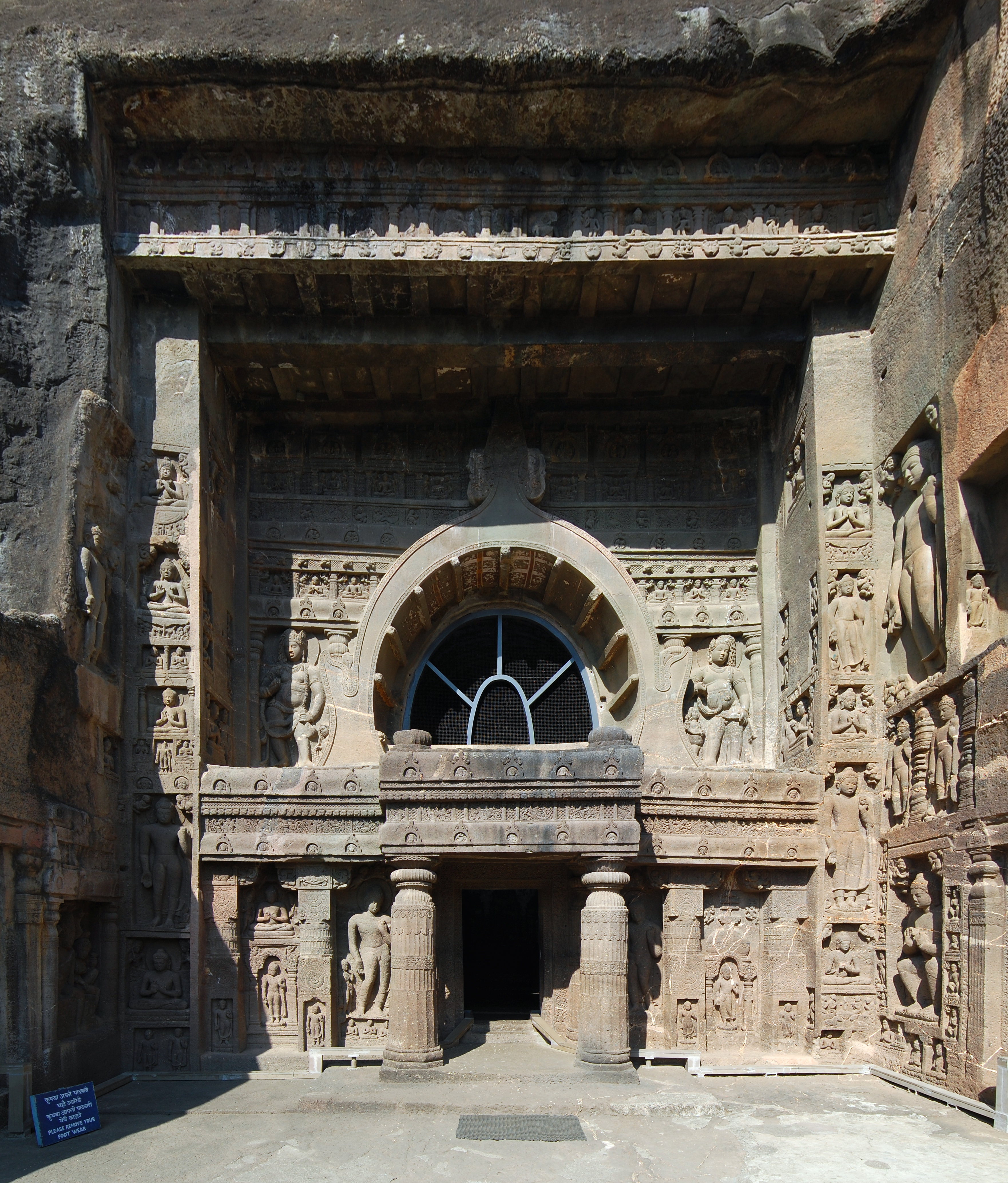
第19窟入口

### 関連文献
- 定金計次　『アジャンター壁画の研究』　中央公論美術出版、2009年3月、大著
- 『アジャンタ壁画』　　日本放送出版協会、 2000年、3冊組の大著
高田修監修、大村次郷・写真、安田治樹編・構成
- 『アジャンタとエローラ　インドデカン高原の岩窟寺院と壁画』
立川武蔵・文、大村次郷・写真、＜アジアをゆく．全7巻＞集英社　2000年
- 『アジャンター石窟寺院』福田徳郎写真、朝日新聞社　1987年
- 武沢秀一文・写真　『空間の生と死　アジャンターとエローラ』＜建築巡礼27＞丸善 1994年